# Isla Boa
Isla Boa o Badhbha (en irlandés: Badhbha; en inglés: Boa Island) es una isla cercana a la costa norte del lago Erne, en el condado de Fermanagh, Irlanda del Norte. Está situada a unos 25 kilómetros de la ciudad de Enniskillen.
Con unos 8 km de longitud, es la isla más grande del lago, y relativamente estrecha. La carretera A47 pasa a lo largo de la isla. Esta carretera une cada extremo de la isla con el continente por puentes que conducen al oeste hacia el castillo Caldwell y al este hacia Kesh.